# Федорченко, Евгений Иванович
Евгений Иванович Федорченко (21 июня 1946, Нижанковичи — 13 января 2022, Львов — украинский актер, Народный артист Украины (2006) .

## Биография
Родился 21 июня 1946 в поселке городского типа Нижанковичи. В 1963 году окончил Нижанковицкую среднюю школу. Сразу после окончания школы поступил в Самборское культурно-образовательное училище на дирижёрский факультет и окончил его в 1967 году. В том же году поступил в Киевский национальный университет театра, кино и телевидения имени Ивана Карпенко-Карого, который окончил в 1971 году. Актёр Львовского национального академического драматического театра имени Марии Заньковецкой . Сыграл более 100 ролей в театре и кино. Находился на гастролях в Великобритании, Австралии, Польше, Германии, Бельгии, Франции, Канаде, США, Италии, России, Казахстане, Армении, Грузии, объездил всю Украину.
10 сентября 1992 года получил почётное звание Заслуженный артист Украины (за значительный личный вклад в развитие украинского искусства, высокое профессиональное мастерство). 20 января 2006 года получил почётное звание Народный артист Украины, а 2007 — звание «Мастер сцены». Награждён многими памятными медалями, дипломами, грамотами.
Писал стихи, улыбки, пьесы. В 2010 году издал сборник собственных текстов "Я так думаю" .

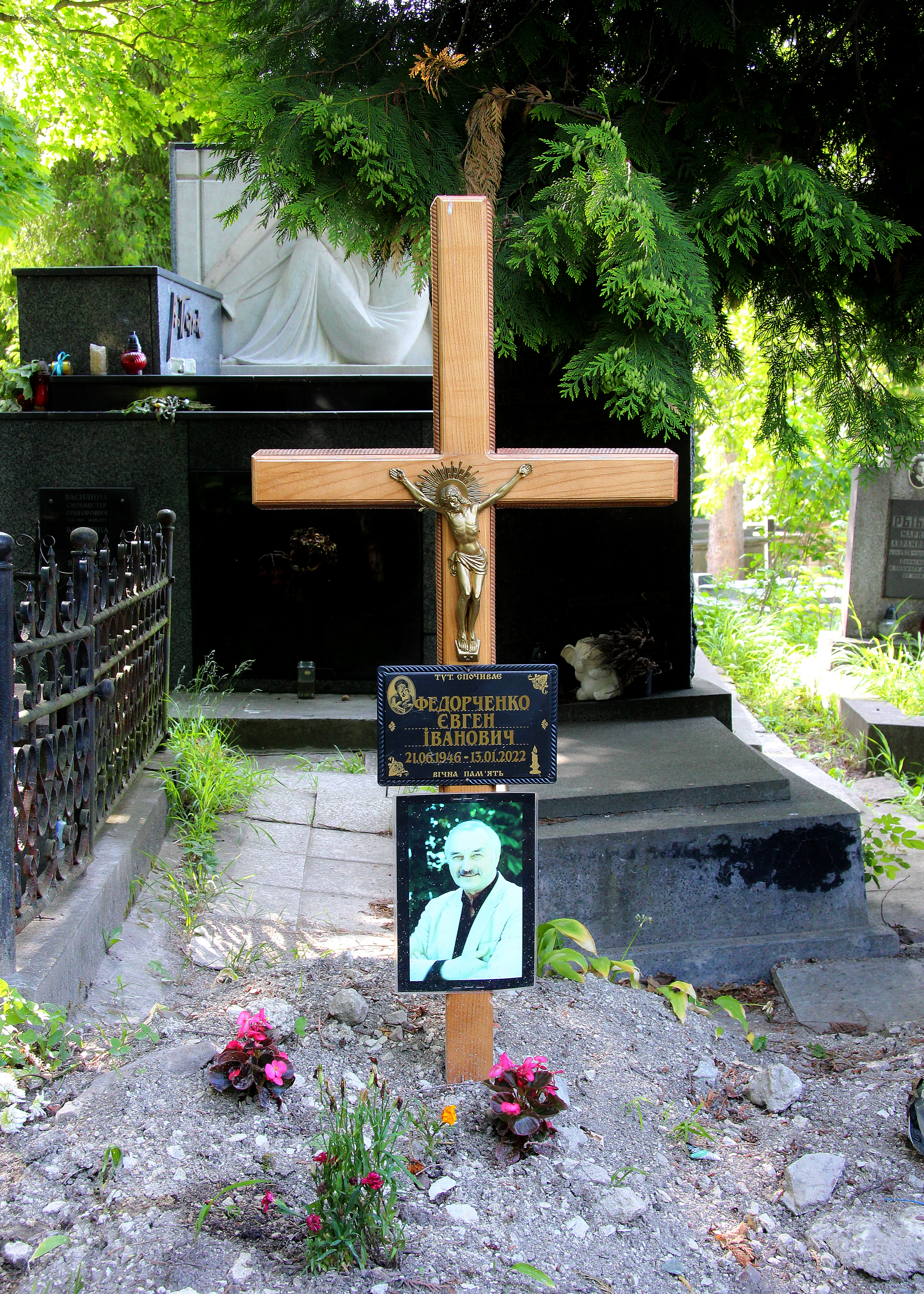
Могила Евгения Федорченко на 69 поле Лычаковского кладбища во Львове

Умер 13 января 2022 в возрасте 75 лет во Львове. Прощание с актёром прошло 14 января в фойе театра имени Заньковецкой, а похоронили его на 69 поле Лычаковского кладбища.